# プロフェッショナル統一全日本ダンス選手権大会
統一全日本ダンス選手権大会（とういつぜんにほんダンスせんしゅけんたいかい）は、2000年から毎年11月に行われる競技ダンス（プロフェッショナルダンス）の日本一決定戦。統一全日本戦とも呼ばれている。
この大会はNDCJが主催する文字通りの真の全日本選手権である。前身は1951年から1999年まで日本武道館や大阪府立体育会館、真駒内屋内競技場などで開催されていた「毎日杯全日本ダンス選手権」として開催されたものを発展的解消し、2000年に第1回大会が日産スポーツプラザ（現在のコナミスポーツクラブ品川本店）で行われた。第2回以降は東京ベイNKホールで開催されたが、同ホールの閉鎖後はグランドプリンスホテル新高輪『飛天』で開催されている。
なおアマチュアの部は2000年に全日本ダンス選手権大会として分離・独立した。

## 歴代優勝ペア
| 回 | 年     | スタンダードダンス優勝      | ラテンダンス優勝                   |
| -- | ------ | --------------------------- | ---------------------------------- |
| 1  | 2000年 | 檜山浩治・檜山公美子        | 北條明・須田雅美                   |
| 2  | 2001年 | 檜山浩治・檜山公美子        | 北條明・須田雅美                   |
| 3  | 2002年 | 檜山浩治・檜山公美子        | 嶺岸昭志・三輪恭子                 |
| 4  | 2003年 | 檜山浩治・檜山公美子        | 大村淳毅・和田恵                   |
| 5  | 2004年 | 谷堂誠治・早野恵美          | 山本喜洋・山本英美                 |
| 6  | 2005年 | 谷堂誠治・早野恵美          | 山本喜洋・山本英美                 |
| 7  | 2006年 | 谷堂誠治・早野恵美          | 山本喜洋・山本英美                 |
| 8  | 2007年 | 谷堂誠治・早野恵美          | 山本喜洋・山本英美                 |
| 9  | 2008年 | 谷堂誠治・早野恵美          | マイケル・ウェンティンク・山本英美 |
| 10 | 2009年 | 笹谷毅・笹谷久美            | 織田慶治・渡辺理子                 |
| 11 | 2010年 | 庄司浩太・庄司名美          | 織田慶治・渡辺理子                 |
| 12 | 2011年 | 橋本剛・恩田恵子            | 織田慶治・渡辺理子                 |
| 13 | 2012年 | 庄司浩太・庄司名美          | 織田慶治・渡辺理子                 |
| 14 | 2013年 | 庄司浩太・庄司名美          | 織田慶治・渡辺理子                 |
| 15 | 2014年 | 庄司浩太・庄司名美          | 織田慶治・渡辺理子                 |
| 16 | 2015年 | 橋本剛・恩田恵子            | 金光進陪・吉田奈津子               |
| 17 | 2016年 | 橋本剛・恩田恵子            | 瀬古薫希・瀬古知愛                 |
| 18 | 2017年 | 橋本剛・恩田恵子            | 瀬古薫希・瀬古知愛                 |
| 19 | 2018年 | 橋本剛・恩田恵子            | 金光進陪・アンナ・コヴァロヴァ     |
| 20 | 2019年 | 橋本剛・恩田恵子            | 増田大介・塚田真美                 |
| 21 | 2020年 | 橋本剛・恩田恵子            | 増田大介・塚田真美                 |
| 22 | 2021年 | 橋本剛・恩田恵子            | 増田大介・塚田真美                 |
| 23 | 2022年 | 橋本剛・恩田恵子            | 野村直人・山﨑かりん               |
| 24 | 2023年 | 橋本剛・恩田恵子            | 野村直人・山﨑かりん               |
| 25 | 2024年 | 福田裕一・エリザベス グレイ | 野村直人・山﨑かりん               |